# Sibirski gozdni požari 2022
Sibirski požari 2022 so serija aktualnih požarov v Sibiriji v Rusiji, ki so se začeli v začetku maja 2022. Požari so skoncentrirani v regijah Krasnojarsk, Altaj, Irkutsk, Kemerovo, Omsk, Kurgan in Hakasiji. Skupna površina požarov je 15. maja znašala približno 20 tisoč hektarjev, od začetka leta 2022 pa več kot 100 tisoč hektarjev.

## Pregled
Možni vzroki požarov so neprevidno ravnanje z ognjem med pikniki ob praznikih dela, kratki stiki daljnovodov in trafo postaj ali požari suhe trave. Tri uslužbence distributerja električne energije Krasnojarskenergo so aretirali in obtožili umora.
Do 11. maja je pogorelo 1298 objektov v 60 naseljih, od tega 200 domov, umrlo je najmanj 13 ljudi, od tega en otrok. V Krasnojarsku so oblasti ugotovile, da so koncentracije drobnih delcev v zraku zaradi dima iz gozdnih požarov presegle ravni, ki veljajo za nevarne za zdravje ljudi. Račun civilnega združenja Omsk je na Twitterju navedel, da je guverner regije zaposlen s proputinovimi festivali in da regionalno ministrstvo za izredne razmere ne ukrepa.
Ruski predsednik Vladimir Putin je oblasti pozval, naj sprejmejo močnejše ukrepe za preprečitev nadaljnjega širjenja požarov. Ti naj bi bili nenadzorovani zaradi preusmerjenih sredstev za rusko invazijo na Ukrajino. Zaradi podnebnih sprememb v Rusiji so požari intenzivnejši. Dim je dosegel zahod ZDA in poslabšal kakovost zraka na obali Kalifornije.